# 大稻埕戲苑
大稻埕戲苑（英語：Dadaocheng Theatre）為臺北市藝文推廣處的分館之一，位於迪化街永樂市場大樓8、9樓，以推廣傳統戲曲為目標。

## 歷史
1987年2月，臺北市立社會教育館於延平區行政中心9樓成立「延平活動中心」。2009年3月，配合臺北市政府「大稻埕古城重現專案」，延平活動中心重新整建。2009年10月31日，延平活動中心更名為「大稻埕戲苑」。2010年3月6日，大稻埕戲苑開館試營運，以推廣傳統戲曲為目標。2015年11月6日，臺北市立社會教育館改為臺北市藝文推廣處，大稻埕戲苑隸屬臺北市藝文推廣處傳統戲曲課。

## 建築設備
大稻埕戲苑8樓空間包含曲藝場、多功能簡報室、3間排練室、教學小劇場、4間藝文研習教室、廊道展示區，9樓為專業劇場。

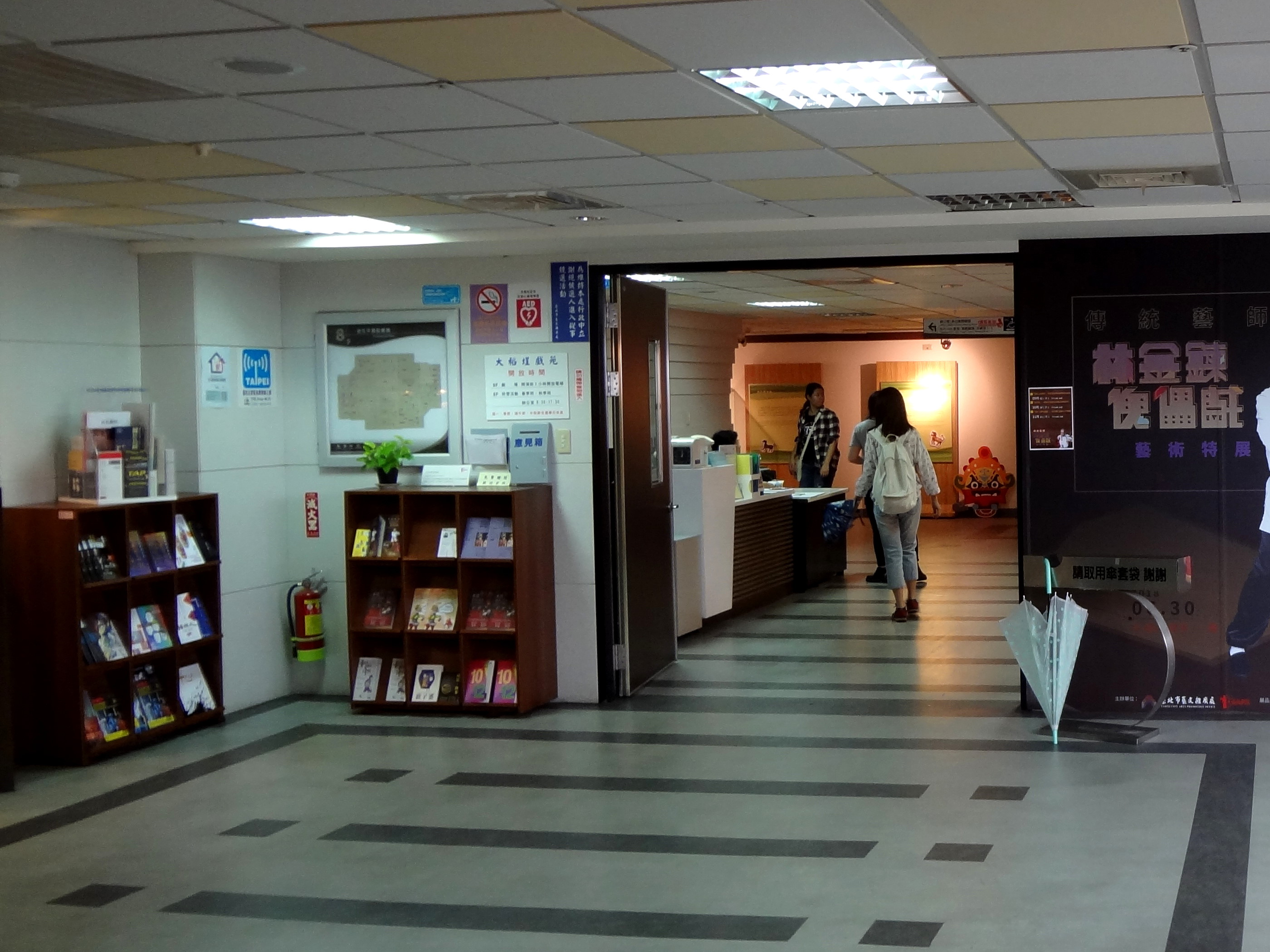
大稻埕戲苑8樓入口，位於臺北市永樂大樓8樓。

### 8樓空間

#### 8樓曲藝場
性質：經常性辦理布袋戲、南管、說唱等傳統戲曲節目，並提供藝文表演團隊場地租用。
容納人數：可容納100至120席，無固定席位。

#### 多功能簡報室
性質：教室
容納人數：固定座位50席
坪數：27
場地設備：
1.備有桌電音響投影設備（如需使用無線麥克風，請自備3號電池）。
2.塑膠地板、高度230公分。

#### 排練室1
性質：提供藝文表演活動練習或排練
坪數：23
場地設備：
1.木頭地板，鏡牆1面(附扶手)、高度230公分。
2.不可於地板使用任何螺絲及釘子。
3.入內需脫鞋。

#### 排練室2、3
性質：提供藝文表演活動練習或排練
坪數：46
場地設備：
1.木頭地板、鏡牆1面(附扶手)、高度230公分。
2.不可於地板使用任何螺絲及釘子。
3.入內需脫鞋。

#### 803教室
性質：教室
坪數：30
場地設備：
1.木頭地板，鏡牆3面，高度230公分。
2.不可於地板使用任何螺絲及釘子。
3.入內需脫鞋。

#### 教學小劇場
性質：提供藝文表演活動練習或排練
坪數：73
場地設備：鏡牆2面、高度230公分、塑膠地板。

#### 廊道展示區

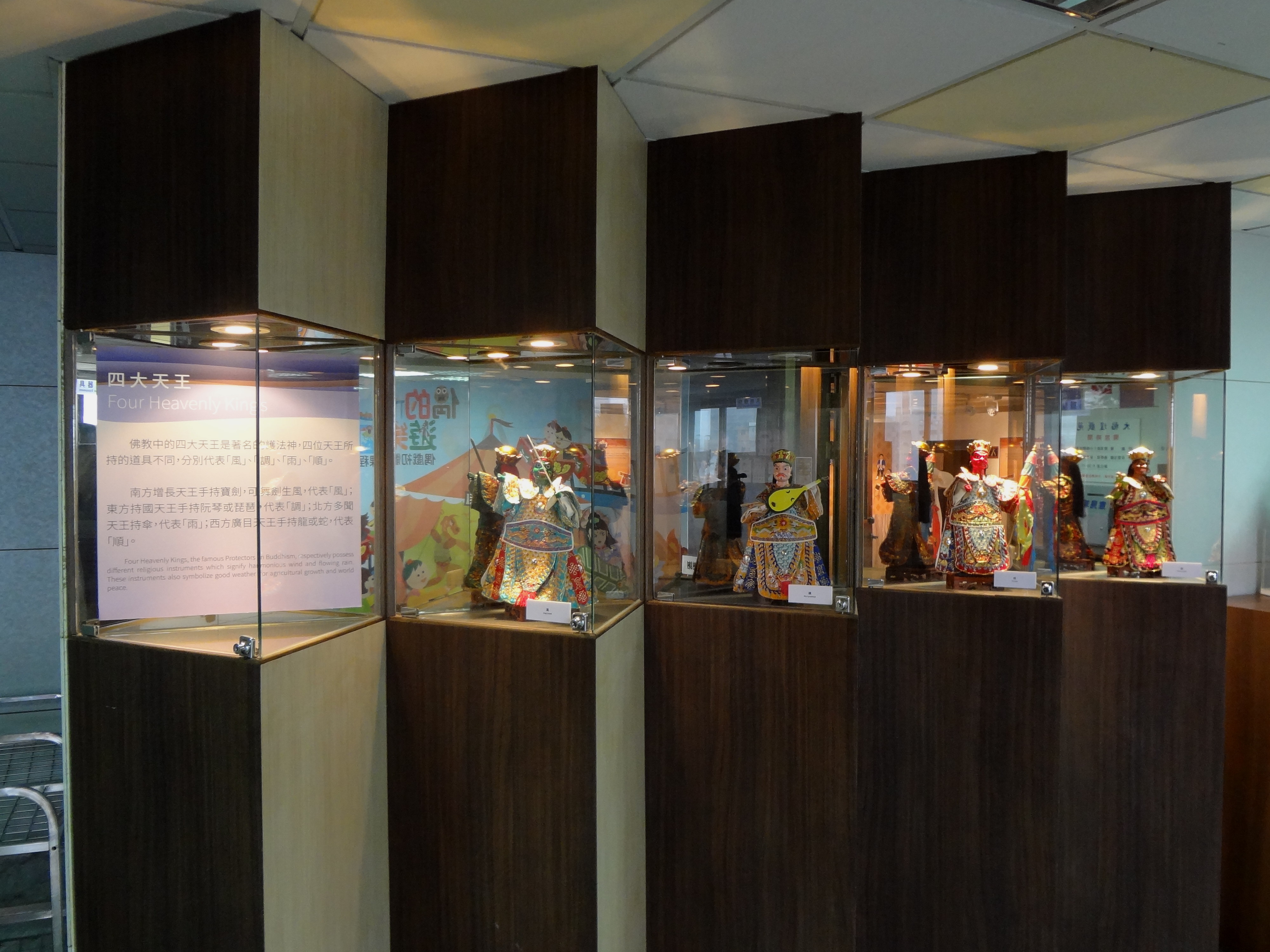
大稻埕戲苑8樓廊道展示區，經常性展出戲曲特展。

### 9樓空間

#### 9樓劇場
性質：經常性辦理歌仔戲、京劇、南管、北管、客家戲、說唱、黃梅戲等傳統戲曲演出，並提供藝文表演團隊場地租用。
座位：506席(一般席位500席、輪椅席6席)

## 營運
大稻埕戲苑營運項目包括傳統戲曲演出、展覽、講座、文化藝術研習班、校園推廣、駐館團隊甄選、傳統表演藝術教育傳習暨觀摩演出計畫、傳統戲曲類出版品編輯、場地（劇場、曲藝場、排練室、簡報室）租借服務等。為傳承傳統戲曲，成立大稻埕青年歌仔戲團 （页面存档备份，存于），培育青年戲曲演員。

### 開放時間
8樓：週二至週日，9時至21時
9樓：節目演出前1小時至節目演出活動結束
休館：週一、春節、端午節、中秋節

## 交通

### 台北捷運
*自捷運北門站，2號3號出口往迪化街方向，步行6分鐘。
*自捷運西門站，轉乘250、304重慶線、9到【南京西路口】，或搭乘302至【中興醫院站】（塔城街上）；亦可搭乘223、601至【延平長安路口】（延平北路上），步行約５分鐘可達。
*自捷運中山站，轉乘52、12至【中興醫院站】或539至【延平長安路口】（延平北路上），步行約５分鐘可達。
*自台北車站，轉乘539、669至【延平長安路口】，274至【延平一站】（延平北路上），或搭乘641至【南京西路口】，步行約5分鐘可達。

### 台北市聯營公車
搭乘46、63、282、288、306、622、636、638…等車至【圓環】或206、255、518、704…等車，至【南京西路口】，步行約5至10分鐘可達。

## 外部連結
大稻埕戲苑 （页面存档备份，存于）
臺北市藝文推廣處大稻埕戲苑 （页面存档备份，存于）
臺北市藝文推廣處大稻埕青年歌仔戲團 （页面存档备份，存于）